# Frank (filme)
Frank é um filme britânico-irlandês de comédia dramática de 2014 dirigido por Lenny Abrahamson e estrelado por Domhnall Gleeson, Maggie Gyllenhaal, Scoot McNairy e Michael Fassbender no papel do personagem-título. O filme estreou no Festival Sundance de Cinema 2014 e foi lançado em 9 de maio de 2014 no Reino Unido e na Irlanda.

## Sinopse
John Burroughs (Domhnall Gleeson) sonha em ser tecladista e compositor de uma grande banda. Um dia, um acidente lhe fornece a oportunidade de tocar em um grupo, liderado por Frank (Michael Fassbender). John fica fascinado com este vocalista, ao mesmo tempo generoso e estranho, e marcado por uma peculiaridade: ele nunca retira a sua gigantesca cabeça artificial, nem mesmo para comer, tomar banho ou dormir. Logo, John, Frank e os outros membros do The Soronprfbs se isolam em uma cabana para experimentar novos sons, se conhecer e produzir o melhor álbum musical possível. Mas a interação entre eles nem sempre é muito fácil.[carece de fontes?]

## Elenco
- Domhnall Gleeson como Jon, um jovem músico aspirante que se junta  à banda de Frank.[1]
- Maggie Gyllenhaal como Clara, ajudante frequentemente agressiva de Frank que interpreta uma tereminista.[2] Gyllenhaal originalmente recusou o papel, dizendo que ela não entendia disso, mas a história ficou presa na mente dela e semanas depois, ela mudou de ideia.[3] Antes das filmagens começarem, Gyllenhaal decidiu a agir como se Clara fosse o verdadeiro amor de Frank, mas disse que era difícil devido à cabeça de Frank.[4]
- Scoot McNairy como Don, o empresário da banda.[5]
- Michael Fassbender como Frank, o personagem-título excêntrico e líder da banda que usa uma cabeça grande de papel machê ao longo do filme, semelhante à usada por Frank Sidebottom.[6] O diretor Lenny Abrahamson disse que Fassbender ficou "muito confortável" usando a cabeça e disse que ele mesmo gostava de atuar com ela.[4]

## Produção
Frank é uma história fictícia baseada principalmente em Frank Sidebottom, persona cômica de Chris Sievey, que se pensa ter dado o seu apoio ao filme antes de sua morte, mas o enredo também foi inspirado por outros músicos como Daniel Johnston e Captain Beefheart. Jon Ronson, que co-escreveu o filme, fez parte da banda de Sidebottom, e o enredo começou como uma adaptação de seus escritos, mas depois tornou-se uma tomada imaginária sobre ele. O filme foi rodado em 2013 no Condado de Wicklow, em Dublin, e no Novo México. A música executada pela banda no filme foi gravado ao vivo pelo elenco durante as filmagens.

## Lançamento
O filme estreou no Festival Sundance 2014, em 17 de janeiro de 2014. Quando o público foi ver o filme no Festival de Sundance, a todos eles eram dadas máscaras semelhantes à usada por Frank no filme. O filme foi lançado no Reino Unido e na Irlanda, em 9 de maio de 2014.

## Recepção
Os comentários após a estreia do filme foram geralmente positivos, com uma pontuação de 89% na revisão do agregador Rotten Tomatoes. No Metacritic, com base em 7 avaliações, Frank tem uma classificação de 70/100, o que significa avaliações favoráveis.
Kyle Smith, do New York Post, descreveu-o como "extravagante", dizendo que ele tem muito sentimento, comentando positivamente sobre o personagem Gleeson, principalmente. Peter Bradshaw do  The Guardian deu quatro estrelas de cinco, dizendo: "Frank funciona como sátira, como memórias, como comédia bromance, mas impressiona principalmente porque é tão estranho".
A crítica para o filme foi feita, em grande parte, com base em como o enredo desenrola-se até o seu fim, com Kyle Smith, afirmando ser lamentável que o filme "desaba em uma chatice total de um terceiro ato."